# 指南広義
『指南広義』(指南廣義、シナンコウギ) は、程順則が1708年（康熙47年）に自費で刊行した書である。

## 解説
清の福州琉球館で版行し、那覇と福州の間を航海する方法を記す。
程順則は、『指南広義』の執筆に、久米村祖伝の水先案内航路、及び清国船の船長が提示した航路、という二つの情報源を使用した。針路のほかに、天妃（媽祖）の霊験を記した「天妃霊応記」、航行距離計測の「更数の法」、風向と季節の「風信考」、出航期日の吉凶「行船通用吉日」など情報も含まれている。全体として中国「海道針経」と類似の記述法である。
同時に『指南広義』は尖閣航路書でもある。歴代尖閣航路は琉球王府の役人が水先案内してきたが、1683年、あたかも台湾侵掠の時、冊封使汪楫が琉球に渡航する任務を命ぜられ、清国側で尖閣航路を掌握しようと試みたため、台湾海峡内で冊封船の琉球パイロットと航路争いが起こる。しかし福建人の主張の通りに航行すると台湾の戦地に接近することを恐れ、結局は引き続き琉球パイロットがナビゲートしたという事件があった。程順則はこの事件を承けて、25年後に琉球側の航路の正当性を婉曲に主張するために福州で刊行したのが『指南広義』である。